# Выборы губернатора Кемеровской области (2023)
Очередные выборы губернатора Кемеровской области — Кузбасса состоялись в Кемеровской области 10 сентября 2023 года в единый день голосования. Действующий губернатор Сергей Цивилёв баллотируется на второй срок.
Одновременно пройшли выборы в Законодательное собрание Кемеровской области и выборы в несколько городских советов.
На 1 июля 2023 года в Кемеровской области было зарегистрировано 1 911 668 избирателей. Это на 109 691 человек меньше, чем на предыдущих выборах 2018 года (2 021 359 избирателей).

## Предшествующие события
1 апреля 2018 года губернатор Кемеровской области Аман Тулеев ушёл в отставку. Временно исполняющим обязанности губернатора Кемеровской области указом Президента назначен Сергей Цивилёв. 9 сентября 2018 года он был избран губернатором Кемеровской области на пятилетний срок, набрав 81,29% голосов избирателей.

## Ключевые даты
- 9 июня опубликован расчёт числа подписей, необходимых для регистрации кандидата[8] — 63 подписи (в т. ч. 54 депутатов) не менее чем в 25 муниципальных районах, муниципальных и городских округах Кемеровской области — Кузбасса.
- следующие 30 дней (до 8 июля) — период выдвижения кандидатов
- агитационный период начинается со дня выдвижения кандидата и прекращается за одни сутки до дня голосования
- со дня выдвижения по 30 июля — период сбора подписей муниципальных депутатов
- с 20 июля по 30 июля — регистрация заявлений кандидатов в избирательной комиссии. К заявлениям должны прилагаться листы с подписями муниципальных депутатов.
- с 11 августа по 7 сентября — период агитации в СМИ
- 8-10 сентября — день голосования.[9]

## Выдвижение и регистрации кандидатов
С декабря 2012 года действует новый порядок формирования Совета Федерации. Так каждый кандидат на должность губернатора при регистрации должен представить список из трёх человек, первый из которых, в случае избрания кандидата, станет сенатором в Совете Федерации от правительства региона.

### Право выдвижения
Губернатором может быть избран гражданин Российской Федерации, достигший возраста 30 лет. Одно и то же лицо не может занимать должность губернатора более двух сроков подряд. В Кемеровской области допустимо как выдвижение кандидатов политическими партиями, так и самовыдвижение. У кандидата не должно быть гражданства иностранного государства либо вида на жительство в какой-либо иной стране.
Подписные листы будут обрабатывать с помощью искусственного интеллекта .

## Кандидаты
| Кандидат            | Год рождения | Должность (на момент выдвижения)                                                                               | Партия                          | Статус           |
| ------------------- | ------------ | --- | ------------------------------- | ---------------- |
| Сергей Цивилев      | 1961         | Действующий губернатор Кемеровской области                                                                     | Единая Россия                   | Зарегистрирован  |
| Екатерина Грунтовая | 1983         | Заместитель председателя Законодательного Собрания Красноярского края                                          | КПРФ                            | Зарегистрирована |
| Станислав Карпов    | 1991         | Помощник Депутата Государственной Думы Федерального Собрания Российской Федерации восьмого созыва Диденко А.Н. | ЛДПР                            | Зарегистрирован  |
| Юрий Скворцов       | 1963         | Заместитель председателя Законодательного собрания Кемеровской области                                         | Справедливая Россия - За правду | Зарегистрирован  |

## Наблюдение на выборах
- 16 июня 2023 начал работу общественный штаб по наблюдению за выборами, созданный на основе общественной палаты Кемеровской области [17]

## Предвыборная агитация
Предвыборные мероприятия будет транслировались на сайте Кемеровской региональной телерадиокомпании
Бесплатное эфирное время для агитации предоставили:
- телеканалы: «Россия 1», «Россия 24», «Сибирь 24», «Кузбасс Первый» и «Десятка»;
- радиоканалы: «Маяк», «Вести ФМ», «Радио России» и «Кузбасс ФМ»;
- газета «Кузбасс».

## Ход голосования
Выборы губернатора и депутатов Законодательного собрания прошли три дня с 8 по 10 сентября 2023 года.

## Результаты
| Место                       | Место                       | Кандидат                    | Партия                      | Голосов   | %       |
| --------------------------- | --------------------------- | --------------------------- | --------------------------- | --------- | ------- |
|                             | 1.                          | Сергей Цивилёв              | Единая Россия               | 1 315 922 | 85,23 % |
|                             | 2.                          | Екатерина Грунтовая         | КПРФ                        | 78 303    | 5,07 %  |
|                             | 3.                          | Станислав Карпов            | ЛДПР                        | 70 311    | 4,55 %  |
|                             | 4.                          | Юрий Скворцов               | Справедливая Россия         | 55 022    | 3,56 %  |
| Действительных бюллетеней   | Действительных бюллетеней   | Действительных бюллетеней   | Действительных бюллетеней   | 1 519 558 | 98,42 % |
| Недействительных бюллетеней | Недействительных бюллетеней | Недействительных бюллетеней | Недействительных бюллетеней | 24 325    | 1,58 %  |
| Всего                       | Всего                       | Всего                       | Всего                       | 1 543 883 | 100 %   |
|                             |                             |                             |                             |           |         |
| Явка                        | Явка                        | Явка                        | Явка                        | 1 543 883 | 80,73 % |
| Общее число избирателей     | Общее число избирателей     | Общее число избирателей     | Общее число избирателей     | 1 912 342 |         |

Явка составила 80%. 13 сентября 2023 года Сергей Цивилёв вновь вступил в должность губернатора Кузбасса. 
17 мая 2024 года спустя 8 месяцев после переизбрания Сергей Евгеньевич покинул пост в связи с назначением на должность министра энергетики России. Досрочные выборы состоялись в сентябре того же года.